# Harald Sohlberg
Harald Oskar Sohlberg (Kristiania, 29 settembre 1869 – Oslo, 19 giugno 1935) è stato un pittore norvegese.
Considerato in patria secondo solo a Edvard Munch, generalmente la sua opera è collocata all'interno della corrente neoromantica, di cui è ritenuto uno dei principali esponenti nell'ambito dell'arte nordica.

## Biografia
Ottavo di dodici figli, Sohlberg nacque nel 1869 a Christiania, l'antico nome dell'odierna Oslo. Cresciuto nel distretto artigianale di Vaterland, dove il padre Johan era un noto venditore di pellicce, all'età di sedici anni divenne apprendista del noto pittore Wilhelm Krogh, grazie al quale fu ammesso all'Accademia delle belle arti di Christiania. Nell'estate del 1889 intraprese un viaggio solitario verso il distretto del Valdres, dove si approcciò per la prima volta alla pittura a olio. Questa prima esperienza lo spinse a riprendere brevemente gli studi tra il 1890 e il 1892, sotto la guida di diversi artisti quali Sven Jørgensen, Erik Werenskiold e Eilif Peterssen. Giunto a Copenaghen, conobbe l'artista danese Kristian Zahrtmann. A questo breve periodo risalgono i primi dipinti di una certa rilevanza come Korsfestelsen ("La crocifissione") e På verandaen ("Sulla veranda"), oggi conservati alla Galleria nazionale di Oslo.
Il successo tuttavia arrivò agli inizi del 1894, quando ad un'esposizione artistica il suo dipinto Natteglød ("Rosso di sera"), realizzato pochi mesi prima, suscitò reazioni positive sia di pubblico che di critica. La vegetazione scura che si staglia contro il cielo fiammeggiante della tela divenne un simbolo dell'arte neoromantica. La fama raggiunta gli garantì in breve tempo una borsa di studio che Sohlberg utilizzò per finanziare un viaggio a Parigi, dove soggiornò tra l'autunno del 1895 e la primavera del 1896 ed entrò in contatto con l'impressionista norvegese Frits Thaulow, dal quale probabilmente apprese l'arte di ritrarre paesaggi.
Nel dicembre 1896 Sohlberg si trasferì a Weimar, dove si iscrisse ai corsi di disegno della Großherzoglich-Sächsische Kunstschule tenuti dal suo connazionale Carl Frithjof Smith. Qui resterà fino all'estate successiva, per poi ritornare nella città natale a causa della bancarotta del padre. Nel 1900 si sposta nella regione del Rondane, dove negli anni seguenti vivrà diversi eventi importanti a livello personale come il matrimonio con Lilli Hennum, la morte della madre Johanne e del fratello Einar, la nascita dei figli Harald e Einar (i nomi erano volutamente uguali a quelli del pittore stesso e del suo defunto fratello) e l'instaurarsi di un legame profondissimo con la città di Røros. Al di là dei lutti, questo è un periodo di grande gioia per Sohlberg, che tra questi monti troverà l'ispirazione per alcune delle due opere più famose. 
Nel 1906, finanziato da un'altra borsa di studio, compie un tour artistico di città come Amsterdam, L'Aia, Haarlem, Anversa e Bruxelles, per poi ritornare nuovamente nella capitale francese. L'anno successivo è invece a Verona e Venezia, dove alcune copie della sua Casa dei pescatori sono in mostra alla Biennale. Questo sarà l'inizio di un periodo artisticamente felice per Sohlberg, che inizierà a ottenere riconoscimenti internazionali per i suoi dipinti. Probabilmente, è proprio in questo periodo di viaggi internazionali che contrae prima l'influenza spagnola e poi la calcolosi delle vie urinarie. La ripresa sarà netta ma mai completa, cosa che lo porterà alla morte nel 1935 per un tumore spinale.

## Sohlberg e Røros

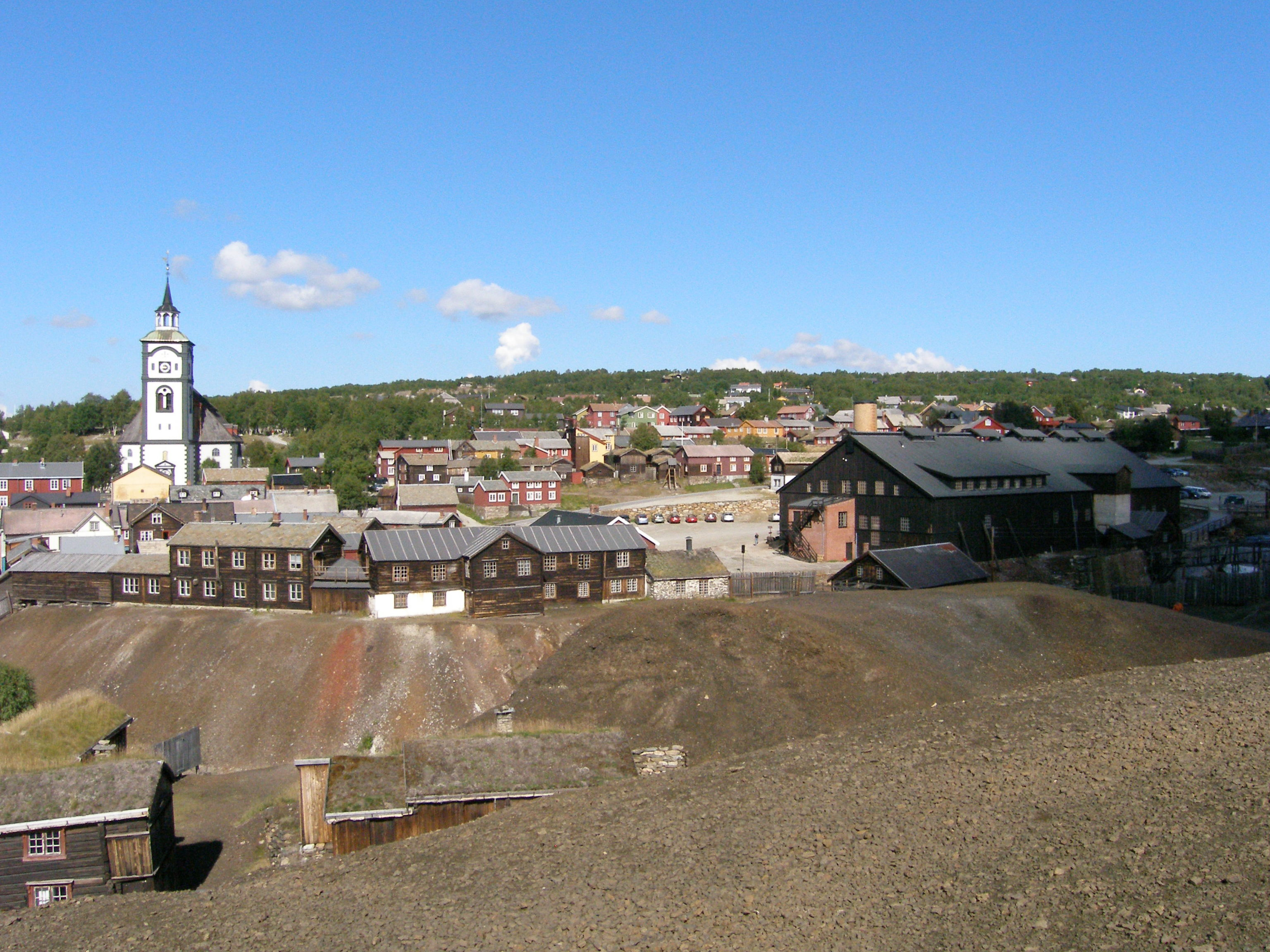
Røros oggi in estate.

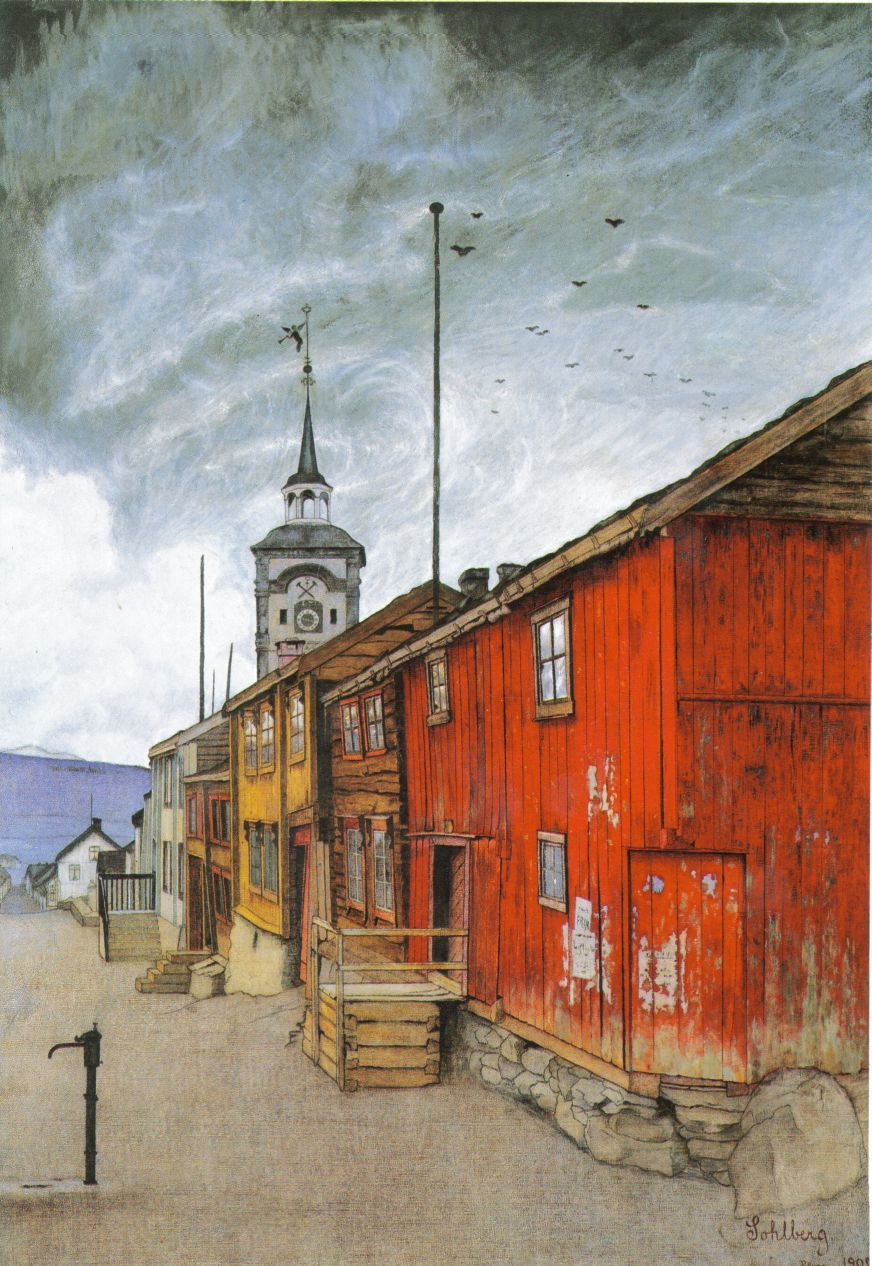
Una strada a Røros

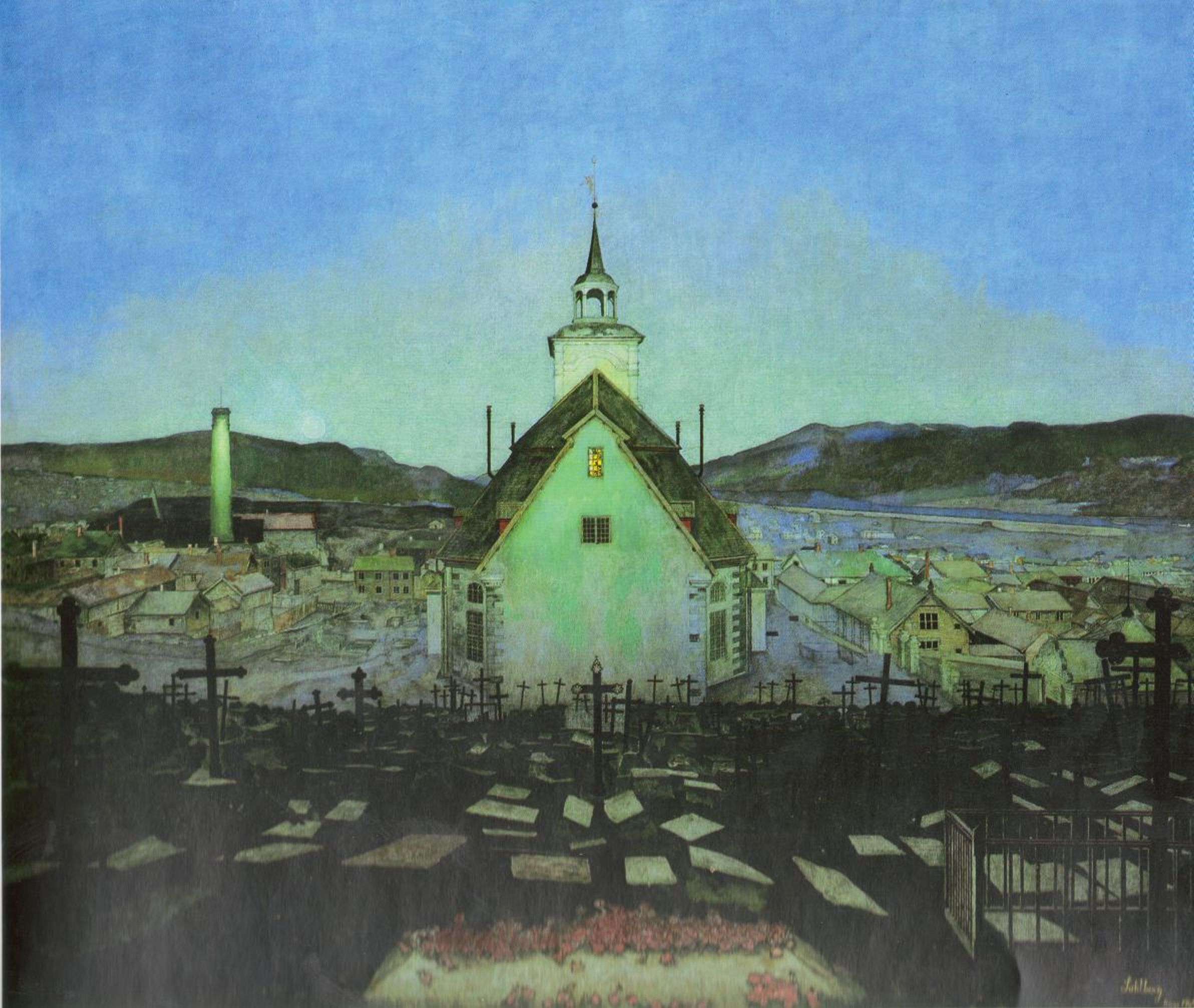
Notte

Come molti degli artisti a lui contemporanei, Sohlberg cercava l'ispirazione per le sue opere lontano dalla città. Nel 1899 ha il suo primo incontro con le montagne del Rondane, che avranno un impatto profondissimo sulla sua sensibilità. Negli anni successivi torna a più a riprese nella regione e soggiorna spesso a Røros, piccolo insediamento con edifici industriali e profondamente segnata dalle attività minerarie, legate in particolar modo all'estrazione del rame. Il grigio paesaggio della città troverà una prima espressione nel 1902 con l'olio su tela di Gate i Røros ("Una strada a Røros"), dove si vede una fila di case che sembrano sorreggersi l'un l'altra viste dal basso ma senza alcuna presenza umana. La ricchezza di dettagli con cui sono rappresentate le case contrasta con la semplicità della strada grigia sulla quale si affacciano. I contorni sono ben definiti e danno forza alla rappresentazione. Un particolare è il simbolo dei minatori sulla torre del campanile della chiesa, al di sopra dell'orologio che scandisce il passaggio del tempo. Su tutto incombe un cielo minaccioso, quasi a suggerire l'idea della vulnerabilità e della necessità di trovare un rifugio. La rappresentazione è però dominata dalla solitudine e dall'isolamento, con una punta di malinconia contrastata solo dai vivaci colori delle abitazioni. Il tema proposto sembra essere quello della "città morta", tema che ritorna anche nell'angosciante Natt ("Notte") del 1904, dove in primo piano si vede il cimitero - il regno dei morti - della chiesa cittadina avvolto in un'ombra cupa, mentre sullo sfondo la città - il regno dei vivi - è serena sotto la luce della luna.

## Galleria d'immagini

Opere di Harald Sohlberg
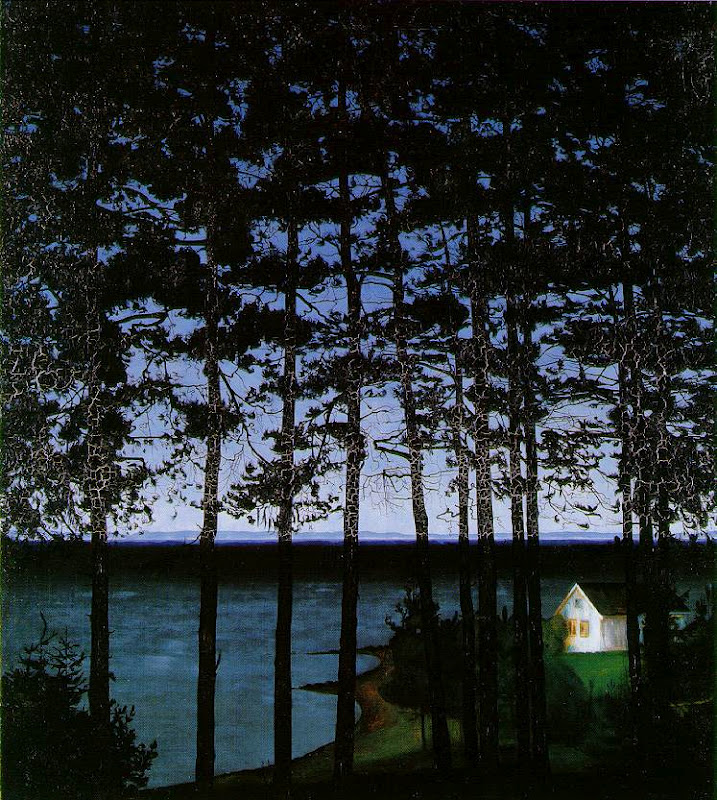
Casa dei pescatore, 1907
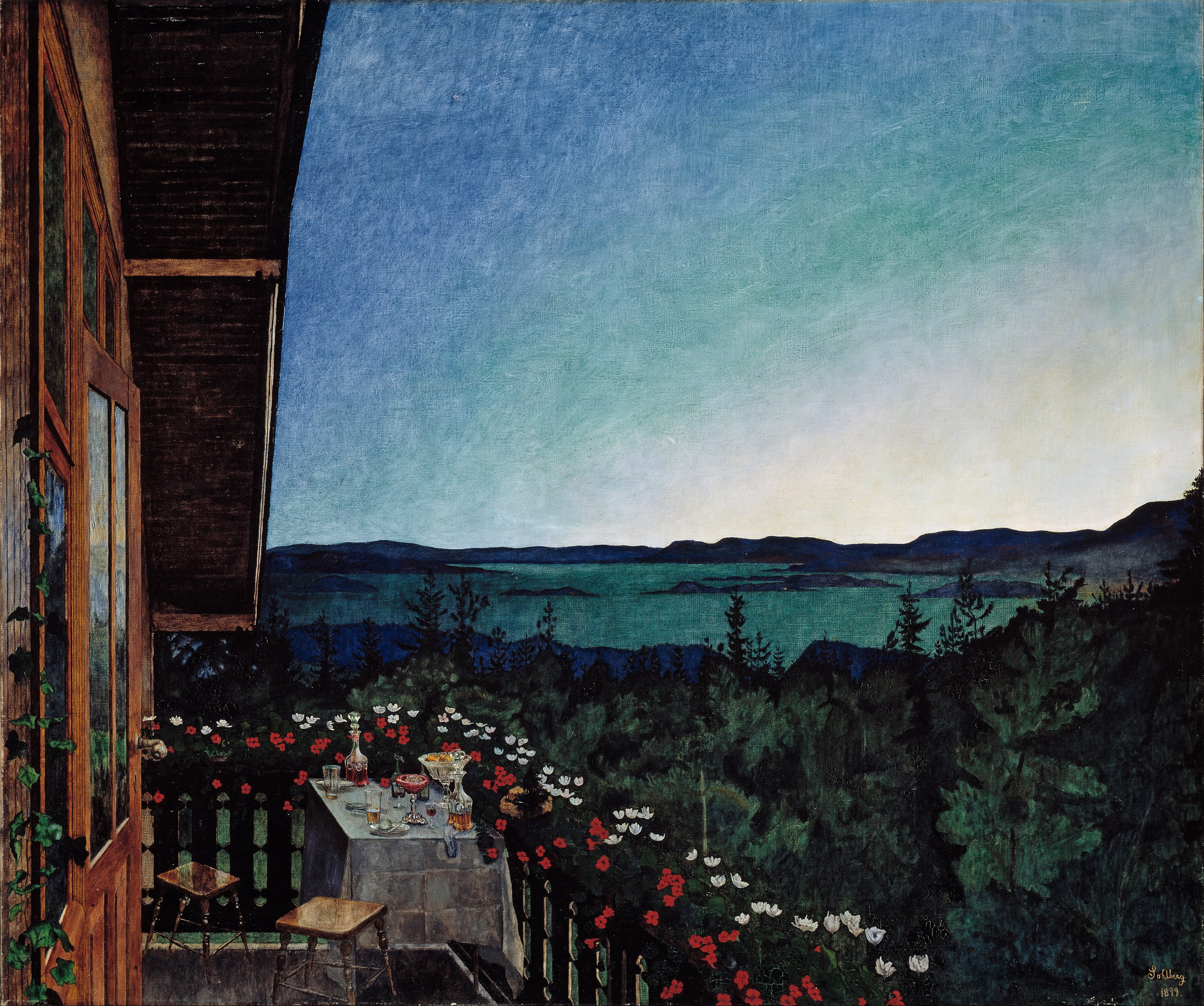
Notte estiva, 1899
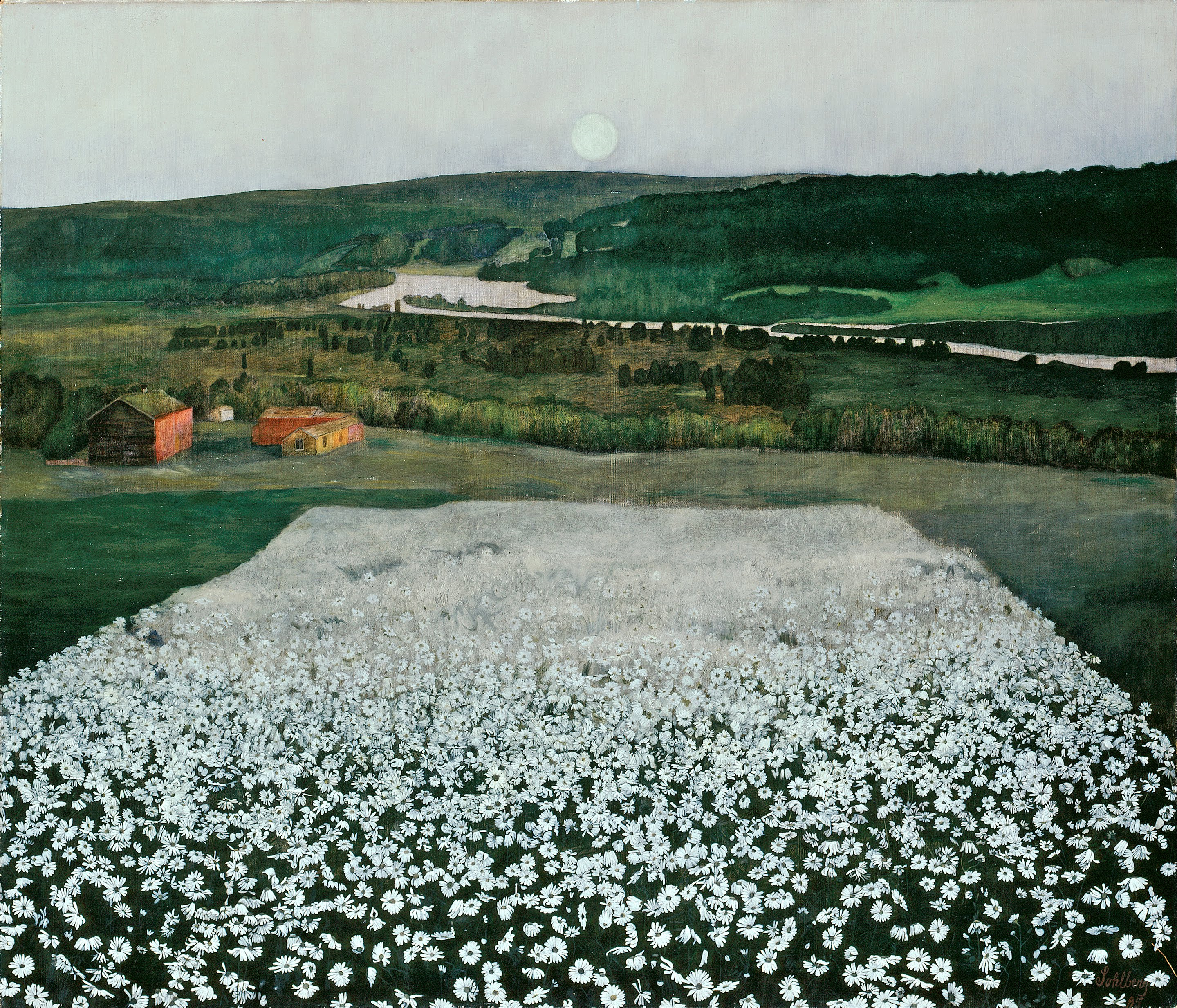
Prato di Fiori nel Nord, 1905
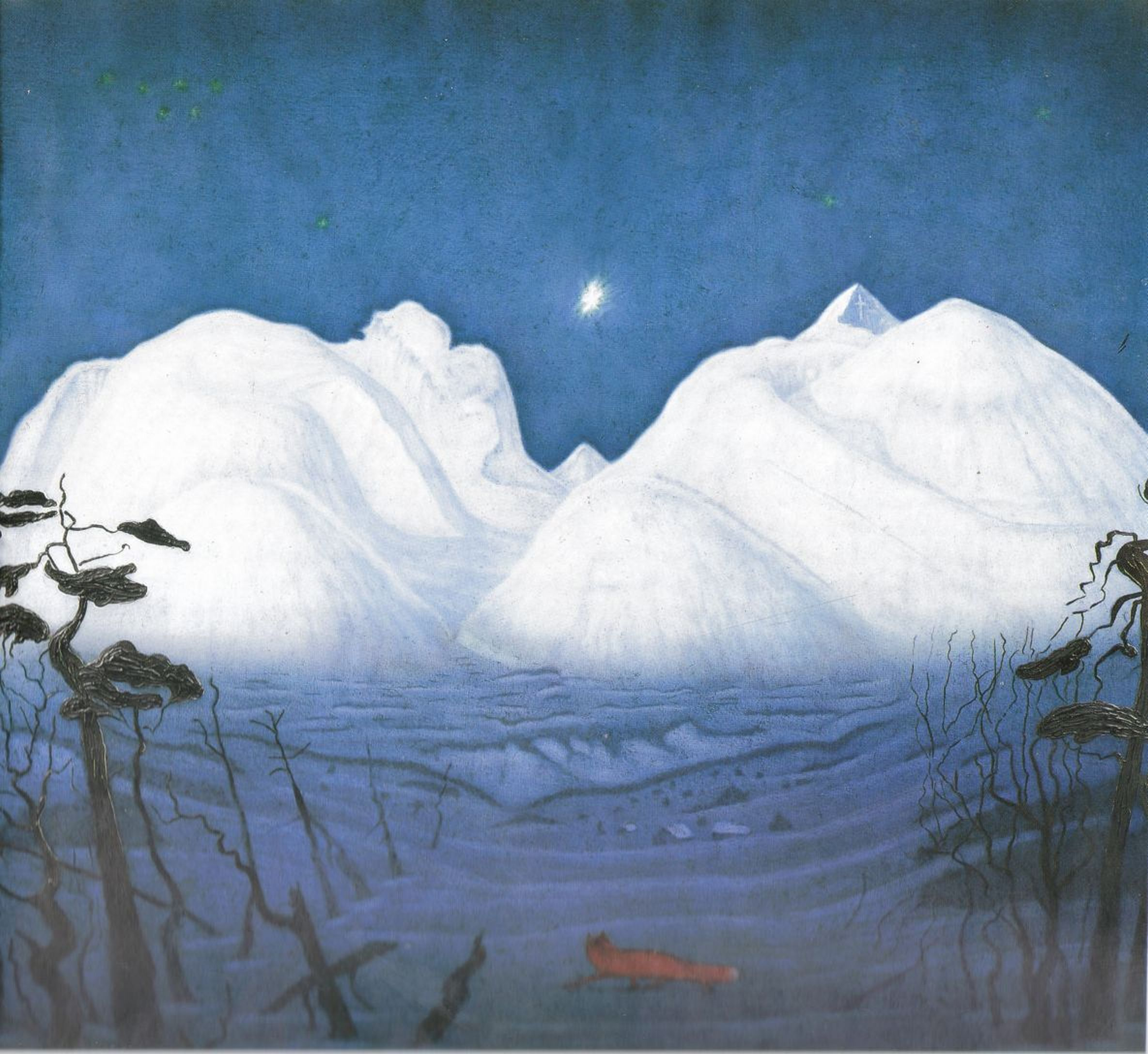
Notte d'inverno tra le montagne
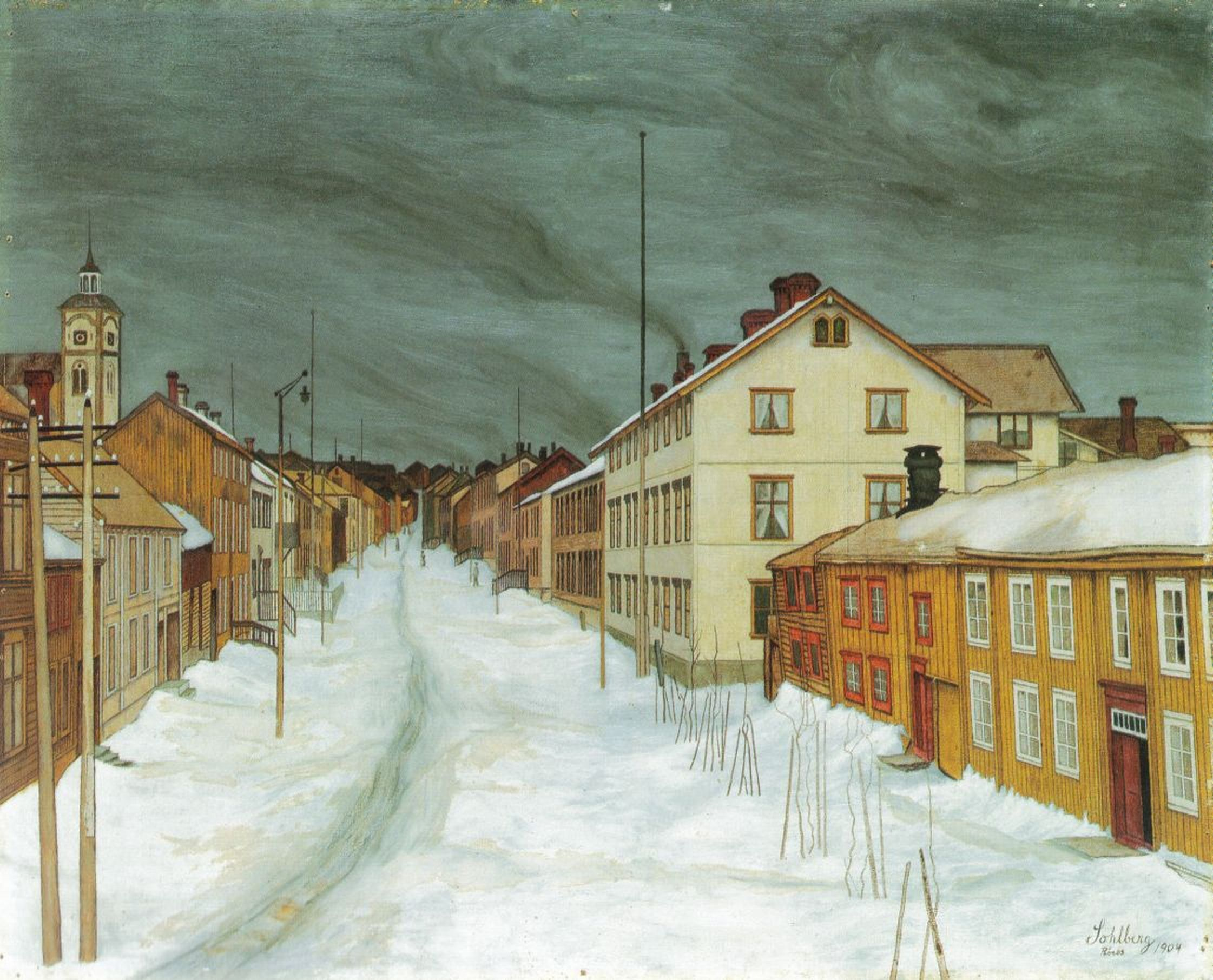
Una strada di Røros
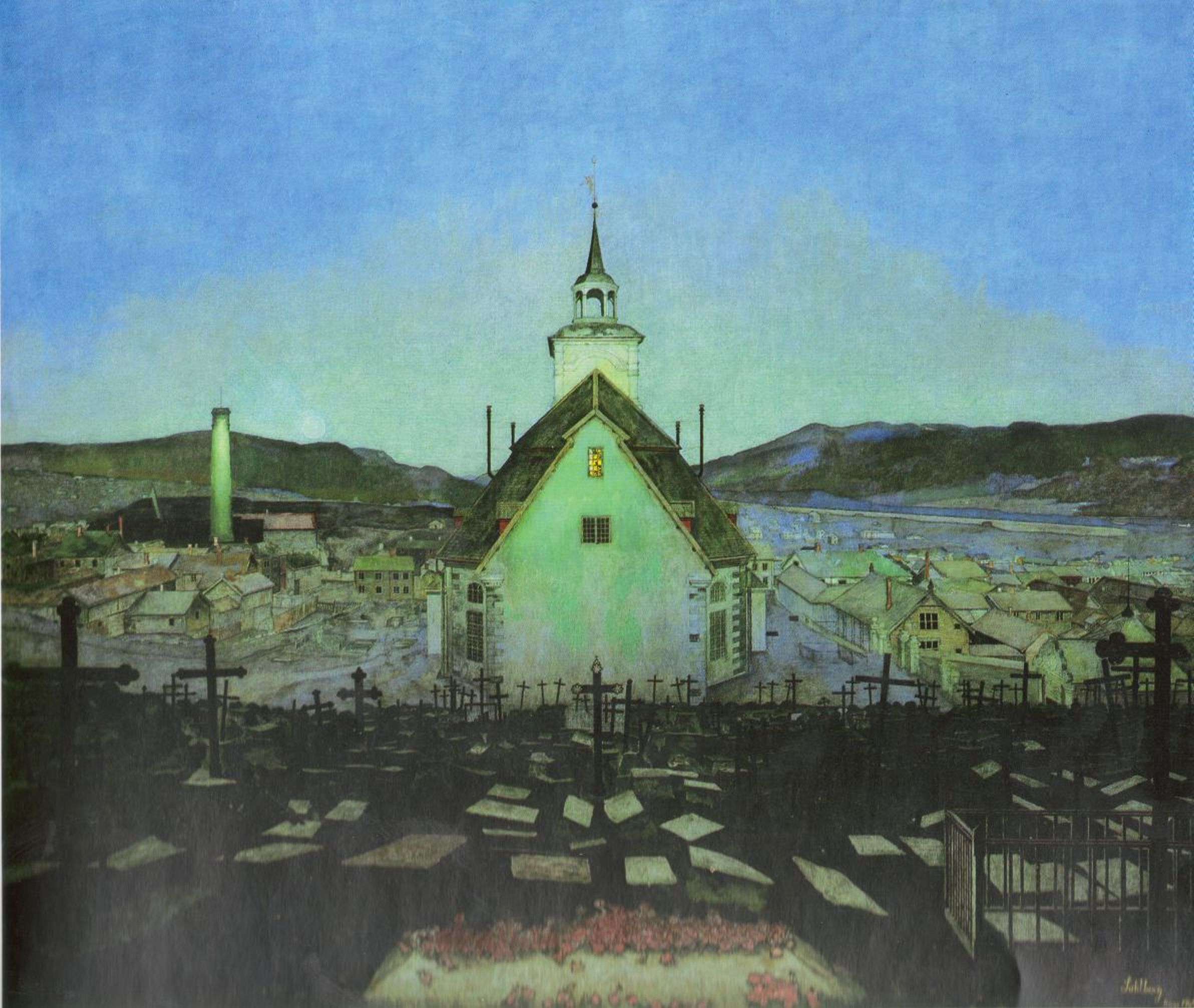
Notte
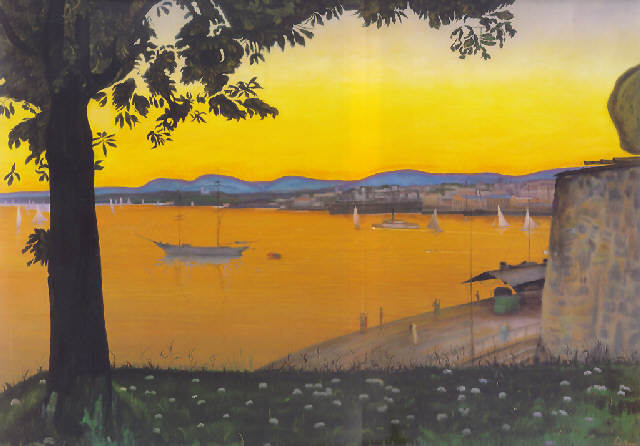
Oslo da Akershus, c. 1900